# 杰弗里·奥尼亚马
杰弗里·奥尼亚马（英語：Geoffrey Jideofor Kwusike Onyeama，1956年2月2日 - ) 是尼日利亚的一名外交官，2015年11月由总统穆罕默杜·布哈里委任为外交部長。

## 早年经历
杰弗里·奥尼亚马是尼日利亚最高法院前大法官查尔斯·奥尼亚马之子。1977年他取得哥伦比亚大学的政治学学士学位，1980年又获得剑桥大学圣约翰学院的法学学士学位。随后在1982年和1984年，他又分别在伦敦政治经济学院和剑桥大学圣约翰学院得到法学硕士学位。1983年， 杰弗里·奥尼亚马成为尼日利亚最高法院的出庭律师。

## 职业生涯
杰弗里·奥尼亚马于1983-1984年在“尼日利亚法律改革委员会”任研究员，1984-1985年在尼日利亚埃努古的“Mogboh and Associates”任职。1985年他加入世界知识产权组织，曾任发展合作与对外关系部、非洲和西亚地区局的项目官员，2009年升任发展部门副总干事。2015年11月由尼日利亚总统穆罕默杜·布哈里委任为外交部长。

## 私人生活
杰弗里·奥尼亚马已婚，并有三个孩子。